# Rusland op het Eurovisiesongfestival 2006
Rusland nam deel aan het Eurovisiesongfestival 2006 in de Griekse hoofdstad Athene. Het was de 10de deelname van het land op het Eurovisiesongfestival. Rusland vaardigde Dima Bilan af, die met Never let you go naar Griekenland ging.

## Selectieprocedure
Men koos er in tegenstelling tot het voorbije jaar, koos men deze keer voor een interne selectie.
Op 26 januari 2006 kondigde de zender C1R aan dat iedereen zich kandidaat kon stellen tot 1 maart 2006.
Alle inzendingen zouden bekeken worden door een professionele jury.
Deze jury bestond uit Konstantin Ernst (directeur van C1R), Yuriy Aksyuta, Ilya Bachurin (MTV Russia), Alexander Polesitskiy, Vladimir Matetsky (componist), Viktor Drobysh (componist) en Larisa Dolina (artiest).
Uiteindelijk koos deze jury voor Dima Bilan.

## In Kiev
Dima Bilan moest eerst aantreden in de halve finale als 13de net na Polen en voor Turkije.
Tijdens zijn optreden werd hij bijgestaan door 2 danseressen en 2 backings.
Op het einde van de avond kwam Rusland als eerste uit de enveloppen en bereikten ze de finale.
Men was op een 3de plaats geëindigd met 217 punten.
Men ontving 8 keer het maximum van de punten.
België en Nederland hadden respectievelijk 2 en 1 punten over voor deze inzending.
Tijdens de finale trad Rusland als 10de van 24 landen aan net na Denemarken en voor Macedonië. Ze eindigden op de 2de plaats met 248 punten.
Men ontving 7 keer het maximum van de punten.
België en Nederland hadden respectievelijk 3 en 2 punten over voor deze inzending.

### Gekregen punten

#### Halve Finale
| 12 punten                                                                               | 10 punten                                                                    | 8 punten        | 7 punten                       | 6 punten                                   |
| --------------------------------------------------------------------------------------- | ---------------------------------------------------------------------------- | --------------- | ------------------------------ | ------------------------------------------ |
| - Armenië - Bulgarije - Israël - Letland - Litouwen - Moldavië - Oekraïne - Wit-Rusland | - Cyprus - Estland                                                           | - Malta - Polen | - Portugal - Roemenië - Zweden | - Finland - IJsland - Servië en Montenegro |
| 5 punten                                                                                | 4 punten                                                                     | 3 punten        | 2 punten                       | 1 punt                                     |
| - Duitsland - Griekenland - Noord-Macedonië                                             | - Andorra - Bosnië en Herzegovina - Ierland - Noorwegen - Slovenië - Turkije | - Kroatië       | - België                       | - Denemarken - Nederland                   |

#### Finale
| 12 punten                                                                  | 10 punten                                | 8 punten                                            | 7 punten                               | 6 punten                                      |
| -------------------------------------------------------------------------- | ---------------------------------------- | --------------------------------------------------- | -------------------------------------- | --------------------------------------------- |
| - Armenië - Finland - Israël - Letland - Litouwen - Oekraïne - Wit-Rusland | - Bulgarije - Estland - Moldavië - Polen | - Cyprus - Griekenland - Noord-Macedonië - Roemenië | - Kroatië - Portugal - Spanje - Zweden | - Andorra - Bosnië en Herzegovina - Duitsland |
| 5 punten                                                                   | 4 punten                                 | 3 punten                                            | 2 punten                               | 1 punt                                        |
| - Ierland - IJsland - Malta - Servië en Montenegro - Turkije               | - Albanië - Slovenië                     | - België - Noorwegen                                | - Denemarken - Frankrijk - Nederland   | - Verenigd Koninkrijk                         |

### Punten gegeven door Rusland

#### Halve Finale
Punten gegeven in de halve finale:
| 12 punten | Armenië               |
| 10 punten | Oekraïne              |
| 8 punten  | Finland               |
| 7 punten  | Bosnië en Herzegovina |
| 6 punten  | Wit-Rusland           |
| 5 punten  | Polen                 |
| 4 punten  | Litouwen              |
| 3 punten  | Zweden                |
| 2 punten  | Albanië               |
| 1 punt    | Ierland               |

#### Finale
Punten gegeven in de finale:
| 12 punten | Armenië               |
| 10 punten | Oekraïne              |
| 8 punten  | Finland               |
| 7 punten  | Noorwegen             |
| 6 punten  | Bosnië en Herzegovina |
| 5 punten  | Litouwen              |
| 4 punten  | Roemenië              |
| 3 punten  | Moldavië              |
| 2 punten  | Zweden                |
| 1 punt    | Letland               |

1994 · 1995 · 1996 · 1997 · 1998-1999 · 2000 · 2001 · 2002 · 2003 · 2004 · 2005 · 2006 · 2007 · 2008 · 2009 · 2010 · 2011 · 2012 · 2013 · 2014 · 2015 · 2016 · 2017 · 2018 · 2019 · 2020 · 2021 · 2022-2025